# Prices Harbour
Prices Harbour ist ein kleiner Naturhafen in der Region Southland auf der Südinsel von Neuseeland.

## Geographie
Der Prices Harbour, eher einer kleinen Bucht gleich, befindet sich rund 57 km westsüdwestlich von Tuatapere an der Südküste der Südinsel. Die Bucht besitzt eine Tiefe von rund 460 m und eine Breite von rund 600 m. Der 600 m breite Eingang zu der Bucht ist beidseitig von aus dem Wasser ragenden Felsen gesäumt. Die Küstenlinie erstreckt sich über rund 1,4 km.

## South Coast Track
In der Bucht befindet sich an seiner Ostseite in einer Meereshöhle die Westies Hut, eine Schutzhütte für Wanderer, die den South Coast Track bewandern. Der Track endet rund 2 km westlich am Big River.